# 北緯27度線
北緯27度線（ほくい27どせん）は、地球の赤道面より北に地理緯度にして27度の角度を成す緯線。アフリカ、アジア、太平洋、北アメリカ、大西洋を通過する。この緯度の下では、夏至点時の可照時間は13時間51分で、冬至点時は10時間26分である。

## 通過する地域一覧
北緯27度線は、本初子午線から東に向かって以下の場所を通っている。
| 地理座標                                               | 国土・領土・領海 | 備考 |
| ------------------------------------------------------ | ---------------- | --- |
| 北緯27度0分 東経0度0分 / 北緯27.000度 東経0.000度      | アルジェリア     | |
| 北緯27度0分 東経9度50分 / 北緯27.000度 東経9.833度     | リビア           | |
| 北緯27度0分 東経25度0分 / 北緯27.000度 東経25.000度    | エジプト         | |
| 北緯27度0分 東経33度54分 / 北緯27.000度 東経33.900度   | 紅海             | |
| 北緯27度0分 東経35度55分 / 北緯27.000度 東経35.917度   | サウジアラビア   | |
| 北緯27度0分 東経49度40分 / 北緯27.000度 東経49.667度   | ペルシャ湾       | イラン・ラバン島の北を通過                                                                              |
| 北緯27度0分 東経53度21分 / 北緯27.000度 東経53.350度   | イラン           | |
| 北緯27度0分 東経55度48分 / 北緯27.000度 東経55.800度   | ペルシャ湾       | イラン・ゲシュム島の北を通過 イラン・ホルムズ島の南を通過                                               |
| 北緯27度0分 東経56度54分 / 北緯27.000度 東経56.900度   | イラン           | |
| 北緯27度0分 東経63度15分 / 北緯27.000度 東経63.250度   | パキスタン       | バローチスターン州 シンド州                                                                             |
| 北緯27度0分 東経69度31分 / 北緯27.000度 東経69.517度   | インド           | ラージャスターン州 ウッタル・プラデーシュ州 ビハール州                                                  |
| 北緯27度0分 東経84度51分 / 北緯27.000度 東経84.850度   | ネパール         | |
| 北緯27度0分 東経88度6分 / 北緯27.000度 東経88.100度    | インド           | 西ベンガル州                                                                                            |
| 北緯27度0分 東経88度52分 / 北緯27.000度 東経88.867度   | ブータン         | |
| 北緯27度0分 東経92度5分 / 北緯27.000度 東経92.083度    | インド           | アルナーチャル・プラデーシュ州 - 中華人民共和国が領有権を主張 アッサム州 アルナーチャル・プラデーシュ州 |
| 北緯27度0分 東経95度48分 / 北緯27.000度 東経95.800度   | ミャンマー       | |
| 北緯27度0分 東経98度44分 / 北緯27.000度 東経98.733度   | 中華人民共和国   | 雲南省 四川省 雲南省 貴州省 湖南省（約4km） 貴州省 湖南省 江西省 福建省                                 |
| 北緯27度0分 東経120度16分 / 北緯27.000度 東経120.267度 | 東シナ海         | |
| 北緯27度0分 東経127度55分 / 北緯27.000度 東経127.917度 | 日本             | 野甫島・伊平屋島 - 沖縄県                                                                               |
| 北緯27度0分 東経127度56分 / 北緯27.000度 東経127.933度 | 太平洋           | 日本・与論島（鹿児島県）と沖縄本島の間を通過 日本・父島の南を通過                                       |
| 北緯27度0分 西経114度2分 / 北緯27.000度 西経114.033度  | メキシコ         | バハ・カリフォルニア半島                                                                                |
| 北緯27度0分 西経112度1分 / 北緯27.000度 西経112.017度  | カリフォルニア湾 | |
| 北緯27度0分 西経109度57分 / 北緯27.000度 西経109.950度 | メキシコ         | ソノラ州・ナバホアの南を通過                                                                            |
| 北緯27度0分 西経99度24分 / 北緯27.000度 西経99.400度   | アメリカ合衆国   | テキサス州 - 本土、パドレ島                                                                             |
| 北緯27度0分 西経97度23分 / 北緯27.000度 西経97.383度   | メキシコ湾       | |
| 北緯27度0分 西経82度25分 / 北緯27.000度 西経82.417度   | アメリカ合衆国   | フロリダ州                                                                                              |
| 北緯27度0分 西経80度5分 / 北緯27.000度 西経80.083度    | 大西洋           | |
| 北緯27度0分 西経78度13分 / 北緯27.000度 西経78.217度   | バハマ           | グレート・セール・キー (Great Sale Cay)                                                                 |
| 北緯27度0分 西経78度12分 / 北緯27.000度 西経78.200度   | 大西洋           | バハマ・フィッシュ・キー (Fish Cays)とペンサコーラ・キー (Pensacola Cays)の間を通過                     |
| 北緯27度0分 西経13度27分 / 北緯27.000度 西経13.450度   | 西サハラ         | モロッコが領有権を主張                                                                                  |
| 北緯27度0分 西経8度40分 / 北緯27.000度 西経8.667度     | モーリタニア     | |
| 北緯27度0分 西経8度9分 / 北緯27.000度 西経8.150度      | アルジェリア     | |